# Демон со стеклянной рукой
«Демон со стеклянной рукой» (англ. The Outer Limits: Demon with a Glass Hand) — телефильм, 5-я серия 2-го сезона телесериала «За гранью возможного» 1963—1965 годов. Режиссёр: Герд Освальд. В ролях — Роберт Калп, Арлин Мартел, Абрахам Софаер, Рекс Холман, Стив Харрис.

## Вступление
Во всех легендах древних народов — ассирийцев, вавилонян, шумеров и иудеев — существует сказание о Вечном Человеке, который никогда не умирал. Он зовется разными именами в разные времена, но исторически известен как Гильгамеш, тот, кто бессмертен… герой, который шагает сквозь столетия…

## Сюжет
Трент (Роберт Калп) — человек, который ничего не помнит, кроме того, что с ним происходило за последние десять дней. Его левая рука заменена суперкомпьютером, оформленным как протез недостающей руки, и защищена неким прозрачным материалом. Три пальца отсутствуют; компьютер сообщает Тренту, что они должны быть снова присоединены, когда компьютер ему прикажет это сделать. На Трента охотится небольшая группа инопланетян-гуманоидов, называемых кибенами; у них есть недостающие части компьютера. Действие происходит в большом офисном центре. Там, в частности, работает Консуэло Бирос (Арлин Мартел) — красивая женщина, которую Трент привлекает в качестве помощницы в своей игре в прятки со смертью.
Главного героя (по неизвестным ему причинам) послали в прошлое через «темпоральное зеркало», расположенное в здании. Схваченный кибен говорит Тренту, что и он сам, и кибены появились на свет в будущем — через тысячу лет. В этом будущем Земля была завоевана кибенами, но выжившие во время войны люди — все, кроме Трента, — загадочно исчезли. Инопланетяне мрут от «радиоактивной чумы», которая убивает всю разумную жизнь на планете; очевидно, что эта напасть была намеренно устроена людьми в последнем отчаянном усилии отразить вторжение инопланетян. В надежде найти лечение от неё они и прибыли вслед за Трентом в прошлое — информация об этом сохранена в компьютере в руке Трента. Для достижения цели кибенам нужно присоединить к компьютеру недостающие пальцы, которые они привезли из будущего.
В конечном счете Трент побеждает всех своих инопланетных преследователей (срывая с них устройства в форме медальонов, которые им необходимы, чтобы задерживаться в прошлом), разрушает темпоральное зеркало и возвращает свои три недостающих пальца. Благодаря компьютеру, теперь полностью исправному и полноценно функционирующему, герой узнает правду о себе: оказывается, он не человек, а робот. Человеческие живые клетки были в цифровой форме закодированы на проводе из сплава золота и меди, обернутом вокруг соленоида в его грудной клетке. Невосприимчивый к болезни, Трент должен защитить свой груз в течение 1200 лет после вторжения кибенов, в то время как чума исчезнет — и тогда он возродит к жизни человеческий род.
Для Трента это открытие — трагедия: он был уверен в своей человеческой природе; они с Консуэло уже начали испытывать друг к другу чувства… Узнав правду, она оставляет Трента. Трент уезжает, чтобы встать на бессменную одинокую вахту на срок 1200 лет.

## Заключительная фраза
Как Вечный Человек из вавилонских легенд, как Гильгамеш, Трент должен пройти огромный тысячедвухсотлетний отрезок времени. Без любви. Без дружбы. В полном одиночестве: рядом не будет ни человека, ни машины, только одно ожидание. Ожидание того дня, когда он выполнит предназначение и возродит свободных людей, которые дали ему подвижность. Подвижность. Но не жизнь.

## Факты
- Автор сценария фильма Харлан Эллисон подал иск против компаний, снимавших фильм «Терминатор» (1984), — Hemdale Film Corporation и Orion Pictures Corporation — обвиняя их в плагиате своих сюжетов из фильма «Демон со стеклянной рукой» и ещё одной серии «За гранью возможного» — «Солдат» (1-я серия 2-го сезона). Согласно информации газеты The Los Angeles Times, стороны уладили конфликт за неназванную сумму[1]; в частности в титры фильма «Терминатор» было введено указание, что сюжетная линия придумана Эллисоном[2].

- Телесценарий Харлана Эллисона был удостоен следующих наград[3]:

1. Премия Гильдии американских писателей — за выдающийся сценарий для телесериала.
2. Премия фильмов фэнтези Джорджа Мелиса — за выдающееся достижение в кинематографе в рамках научно-фантастического телефильма.

- Создатель телесериала «Вавилон-5» Джозеф Майкл Стражински хотел, чтобы в 3-м сезоне телесериала была серия по сценарию Эллисона, которая стала бы продолжением «Демона со стеклянной рукой» (варианты названия: «Демон в пыли» или «Бегство демона»)[4]. Но, несмотря на то, что Эллисон был консультантом сериала «Вавилон-5», он не написал такого сценария.

Позже Эллисон приводит на страницах книги, написанной им в течение 3-го сезона телесериала «Вавилон-5», следующее признание:
«Я хочу очень написать этот сценарий, и Джо очень хочет этого, и я думаю, что он, вероятнее всего, будет написан в течение этого и следующего сезонов, но никто из нас не знает, когда точно это произойдет. Я не хочу ничего обещать, потому что если вы что-то обещаете, то поднимается шум среди поклонников сериала в Интернете: «Хорошо — где сценарий, где сценарий? Почему он не делает этого? Он же обещал! Он снова опаздывает, он снова опаздывает». И затем я должен выйти из себя, пойти к ним домой и прибить их головы к журнальному столику!»
- Идея спасения человечества после глобальной катастрофы, которое было осуществлено с помощью переброски землян и их генетического материала в будущее, была также использована в новых сериях телесериала «За гранью возможного» — в фильме «Рождение расы» (23-я серия 4-го сезона).